# Lessuata
Lessuata (Lesuata, Lisu Ata) ist ein Suco im Verwaltungsamt Turiscai (Gemeinde Manufahi).

## Geographie
Vor der Gebietsreform 2015 hatte Lessuata eine Fläche von 17,04 km². Nun sind es 13,18 km². Der Suco liegt im Norden des Verwaltungsamts Turiscai. Östlich befindet sich der Suco Fatucalo, südlich der Suco Matorec und westlich der Suco Liurai. Im Norden grenzt Lessuata an das zur Gemeinde Aileu gehörende Verwaltungsamt Lequidoe mit seinem Suco Faturilau. Die Ostgrenze entlang fließt der Fluss Aibeli, bis er an der Grenze zu Faturilau in den Lana mündet. Gleiches gilt für den westlichen Grenzfluss, den Haru. Die Flüsse gehören zum System des Nördlichen Laclós.
Größere Straßen, die den Suco mit der Außenwelt verbinden, fehlen. So mussten für die Parlamentswahlen in Osttimor 2007 die Wahlurnen zum Wahllokal im Sitz des Sucos mit einem Hubschrauber hingebracht und wieder abgeholt werden. Vom Ort Turiscai aus muss man vier Stunden zu Fuß laufen, um Lessuata zu erreichen. Größter Ort ist Namoluli (Namoluti) an der Westgrenze von Fatucalo.
Im Suco befinden sich die vier Aldeias Ailulimau, Bitibo, Lebucoa und Namoluli.

## Einwohner
Im Suco leben 406 Einwohner (2022), davon sind 215 Männer und 191 Frauen. Im Suco gibt es 76 Haushalte. Die große Mehrheit von ihnen spricht als Muttersprache Mambai.

## Geschichte
Nach einem Angriff von FALINTIL-Kämpfern auf das Subdistrikthauptquartier von Alas der indonesischen Armee am 9. November 1998 reagierten die Indonesier mit einer Vergeltungsaktion gegen Zivilisten in der Umgebung und brannten die Häuser von jenen ab, die sie für Unabhängigkeitsunterstützer hielten, so auch in Lessuata.

## Politik
Bei den Wahlen von 2004/2005 wurde João de Jesus Nunes zum Chefe de Suco gewählt und 2009 in seinem Amt bestätigt. Bei den Wahlen 2016 gewann Joaquim da Costa.